# Xã Reed, Quận Will, Illinois
Xã Reed (tiếng Anh: Reed Township) là một xã thuộc quận Will, tiểu bang Illinois, Hoa Kỳ. Năm 2010, dân số của xã này là 6.948 người.